# 티라노사우루스상과
티라노사우루스상과(-上科, Tyrannosauroidea)는 수각아목 코엘루로사우리아류 공룡의 상과(또는 분기군)으로, 티라노사우루스과를 포함하는 보다 상위의 갈래이다. 티라노사우루스상과의 공룡들은 지질 시대상 쥐라기에 처음 나타나 로라시아 대륙에 살았으며, 백악기 후기에는 북반구에서 가장 강력한 포식 동물로서 군림하며 거대한 티라노사우루스에 이르러 최고조에 달하게 된다. 티라노사우루스상과의 화석은 북아메리카와 유럽, 아시아 대륙 등에서 발굴되었으며, 오스트레일리아 대륙에서 발굴된 화석 중에도 있을 수 있다.
이들은 대부분 수각아목과 마찬가지로 이족 보행을 하는 육식 공룡으로, 두개골과 골반 등의 많은 골격상 특징을 근거로 규정된다. 현존 초기의 부류는 덩치가 작은 포식자였으며 세 개의 발톱이 남아 있는 긴 앞발을 가지고 있었는데, 백악기 후기의 부류는 매우 커져서 이제까지 존재했던 가장 거대한 육상 포식자의 반열까지 오른다. 그러나 앞발은 균형상 짧아졌고 발톱은 두 개만 남았다. 이들 중에는 중국에서 발견된 초기 티라노사우루스상과 공룡인 딜롱과 같이 원시적인 깃털이 발견된 종류도 있다. 이들 중 많은 것이 뼈로 된 볏이 두개골에 다양한 모양과 크기로 두드러져 있는데, 과시용으로 쓰였을 것이다.

## 기술

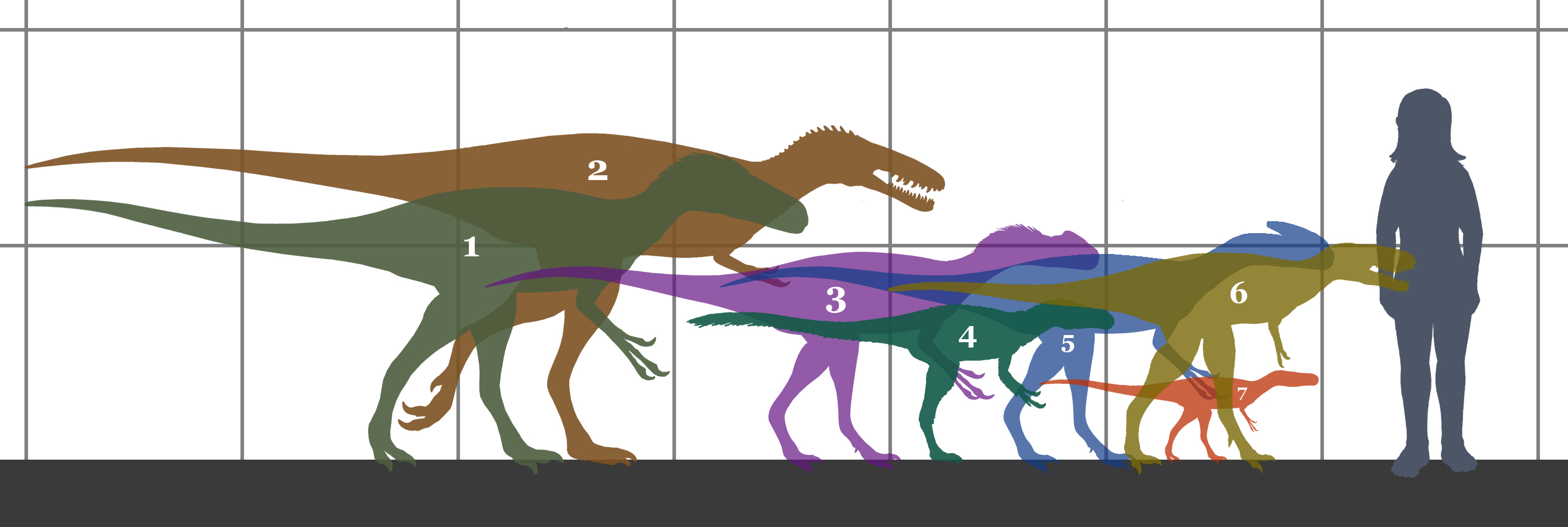
크기가 작은 몇 종류의 속. 인간과 크기 대조.

티라노사우루스상과의 공룡들은 전시기에 걸쳐 일반적으로 덩치가 쭉 증가하는 경향이 있기는 했으나 크기는 광범위했다. 초기에는 작은 동물이었다. 거의 다 자란 딜롱의 한 표본은 키가 1.6 m였고, 다 자란 구안롱은 3 m였다. 일본 효고현 백악기 후기 아래쪽 지층(1억 4000만 ~1억 3600만년 전)에서 나온 이빨들의 주인은 5미터 정도의 몸길이를 가진 동물로 보이며, 초기 티라노사우루스상과 공룡의 크기 증가를 나타내는 것일 수 있다. 미숙한 에오티라누스의 한 화석은 키가 4 m가 넘었으며, 성장기가 거의 끝난 아팔라치오사우루스의 한 화석은 6 m 로, 두 속 모두 다 자라면 덩치가 더 컸음을 나타냈다. 후기 백악기의 티라노사우루스류 공룡은 9 m 알베르토사우루스나 고르고사우루스에서, 몸길이 12 m가 넘고 몸무게 7 톤에 달했을 티라노사우루스까지 걸쳐 있었다. 학자들의 2010 문헌 리뷰에서는 티라노사우루스상과가 당대 80억년까지는 "작거나 조금 큰 공룡"이었고 그 뒤부터 20억년까지는 "이제껏 땅 위에 살았던 가장 큰 육식동물"이었다고 결론내렸다.
초기 티라노사우루스상과의 두개골은 다른 코엘루로사우루스류와 비슷하게 구조가 길고 낮으며 가벼웠으나, 후기에는 높고 우람한 두개골을 가지고 있었다. 외형상의 차이는 있어도 특정한 두개골 특징은 모든 티라노사우루스상과 공룡들에게서 발견된다.

## 분류와 계통
속명 Tyrannosaurus는 과명 Tyrannosauridae와 함께 1905년 헨리 페어필드 오스본이 명명한 것으로, 고대 그리스어에서 "폭군"이란 뜻의 τυραννος 티라누스[*]와 "도마뱀"이란 뜻의 σαυρος 사우루스[*]를 따왔다. 상과명 Tyrannosauroidea는 영국의 고생물학자 앨릭 워커의 논문에서 처음 발표되었다. 끝의 -oidea는 "꼴"이란 뜻의 그리스어 ειδος 에이도스[*]에서 유래하여 동물의 상과명에 자주 쓰이는 접미사이다.
티라노사우루스상과는 대개 티라노사우루스와 그 직계 조상을 포함하는 것으로 이해되어 왔다. 그러나 척추동물 고생물학에서 계통발생학적 분류법이 출현함과 함께, 이 분기군에 더 명백한 정의가 주어들 졌다. 첫째는 1998년의 폴 세레노의 정의로, 여기서 티라노사우루스상과는 깃털이 있으며(stem-based) 현생 조류보다는 티라노사우루스 렉스와 더 가까운 공통 조상을 공유하는 모든 종을 포함하는 분류군이다. 과를 더 한정하기 위해 토마스 홀츠는 2004년 이를 오르니토미무스 벨룩스나 데이노니쿠스 안티로호푸스, 알로사우루스 프라길리스 보다 티라노사우루스 렉스에 더 가까운 모든 종을 포함하는 것으로 새로 정의내렸다. 세레노는 2005년 오르니토미무스 에드몬토니쿠스, 벨로시랩터 몽골리엔시스, 트루돈 포르모수스를 외분종으로 하는 새로운 정의를 발표하여 2010년 재검토에서 받아들여졌다.

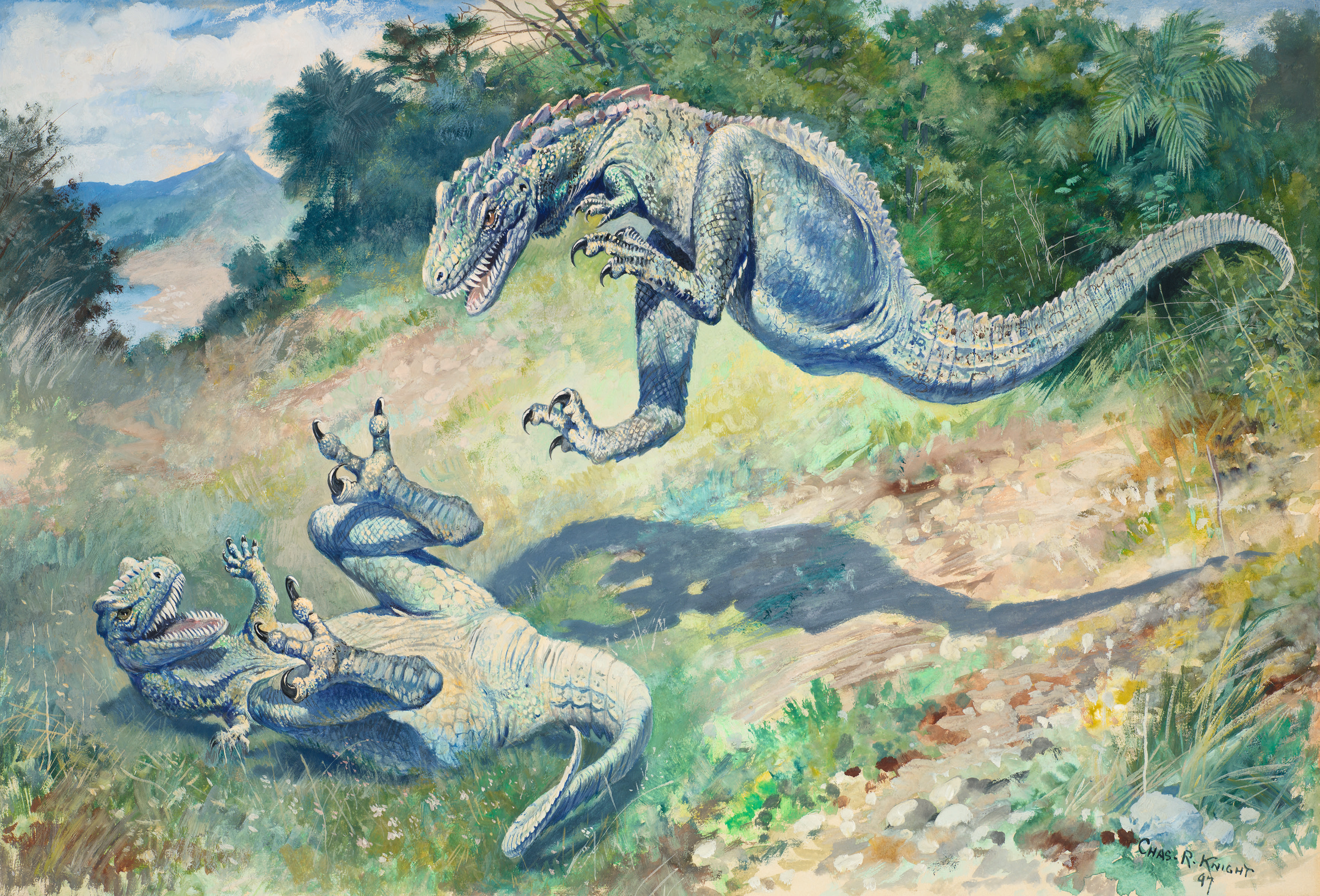
1897년 Charles R. Knight가 그린 드립토사우루스(Dryptosaurus, 당시엔 라이라프스(Laelaps)로 알려졌음). 드립토사우루스는 동북아메리카에서 발견된 티라노사우르스상과의 마지막 공룡이다.

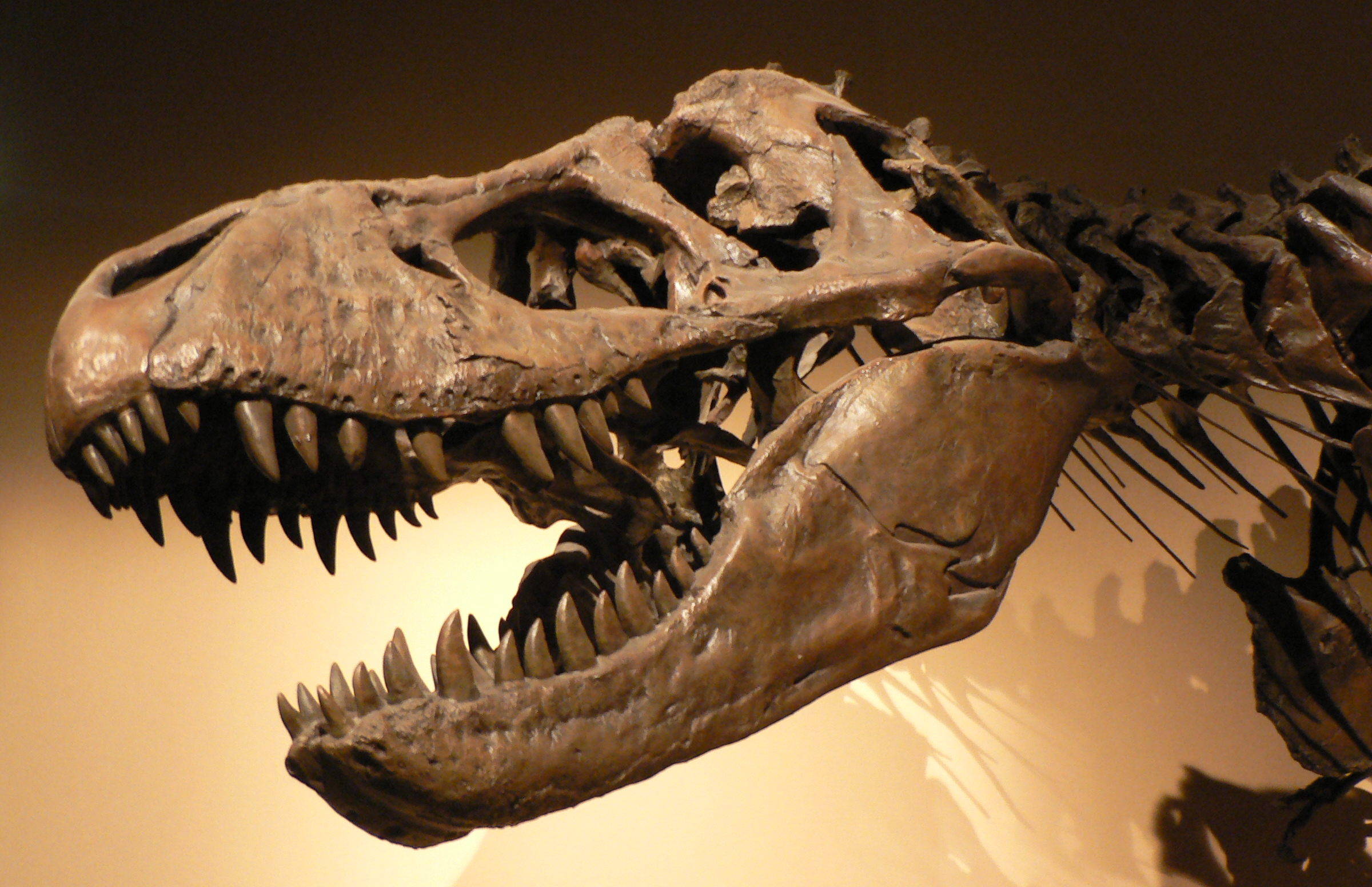
후기 티라노사우루스상과의 공룡의 하나이자 가장 거대했던 티라노사우루스 렉스.

### 분류
다음은 최신 연구 티라노사우루스상과 분류도다.